# エドワード・ウィテーカー・グレイ
エドワード・ウィテーカー・グレイ（Edward Whitaker Gray、1748年3月17日 – 1806年12月27日）はイギリスの博物学者である。大英博物館の初期の学芸員で、王立協会の事務局長（secretary）も務めた。薬学者のサミュエル・フレデリック・グレイの叔父である。

## 略歴
王立医師会（College of Physicians）で学んだ。この間、司書を務め、1773年に医師資格を取得し、学位を得た。1753年に創立された大英博物館の博物学、考古学部門の学芸員（keeper）に採用され、1753年に死亡し、大英博物館に購入されたハンス・スローンのコレクションの整理を行った。この仕事は1778年から没するまで続けられ、リンネの分類法にもとづく博物学標本の整理を行った 。1791年から、この仕事を助けたジョージ・ショーが1807年に学芸員の職を継いだ。
動物学の分野では、『大英博物館の貝類カタログ』（"Catalogue of Shells for the British Museum" ：1791)が最も知られている。1789年に王立協会の会誌、フィロソフィカル・トランザクションズに両生類に関する論文を執筆した。1788年に創立されたロンドン・リンネ協会の最初の会員の一人であった。王立協会フェローに選ばれ、1789年に事務局長（secretary）に選ばれた。1785年と翌年には同協会からクルーニアン・メダルを受賞。

## 著作

### フィロソフィカル・トランザクションズに執筆した記事[7]
- Observations on the manner in which glass is charged and discharged with the electric fluid. – LXXVIII. 121
- Observations on the class of animals called by Linnæus amphibia; particularly on the means of distinguishing those serpents which are venomous from those which are not so. – LXXIX. 21
- Account of an earthquake felt in various parts of England, 18 November 1795, with some observations thereon. – LXXXVI. 353

### Catalogues
- Catalogue of plants found in the neighbourhood of Newbury (published by Hall & Marsh 1839).
- Catalogue of shells bequeathed to the British Museum by the Rev. Clayton Mordaunt Cracherode, A.M. (published 1801).